# Scopula sarfaitensis
Scopula sarfaitensis är en fjärilsart som beskrevs av Wiltshire 1982. Scopula sarfaitensis ingår i släktet Scopula och familjen mätare. Inga underarter finns listade i Catalogue of Life.